# Rio de Sant'Antonin
Ne doit pas être confondu avec Rio de Sant'Antonin o dei Corazzeri.

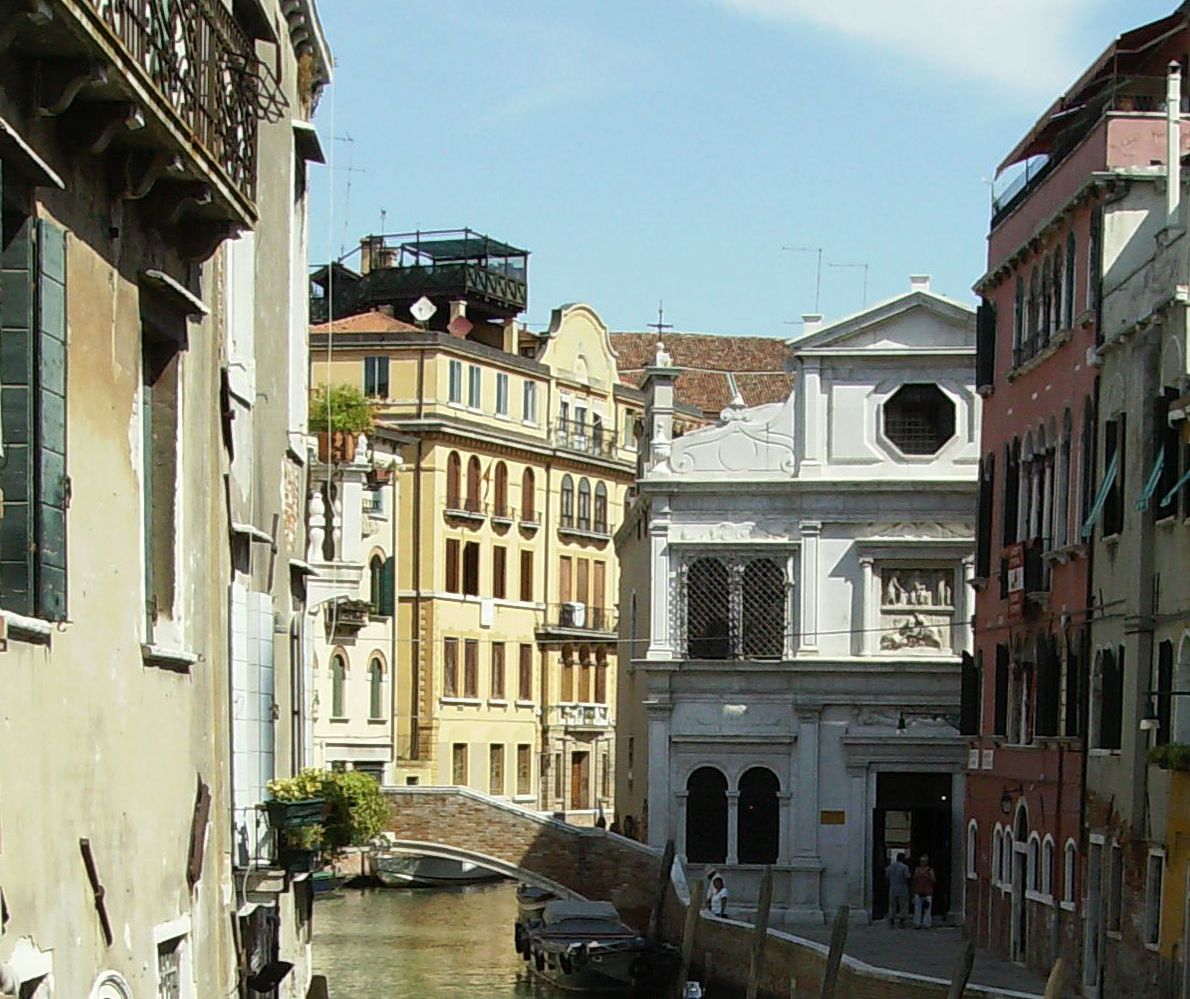
Le pont de la Comenda et la Scuola de San Giorgio degli Schiavoni, vus depuis le rio de la Pietà

Le rio de Sant'Antonin (canal de Saint-Antoine) est un canal de Venise dans le sestiere de Castello. 

## Origine
Ce rio est appelé d'après l'Église Sant'Antonin toute proche.

## Description
Le rio de Sant'Antonin a une longueur de 263 mètres. Il prolonge le rio de la Pietà à partir du ponte de S.Antonin vers le nord pour rejoindre le rio de Santa Giustina à son intersection avec les rii de Fontego et de S. Giovanni Laterano.

## Situation
Ce rio longe :

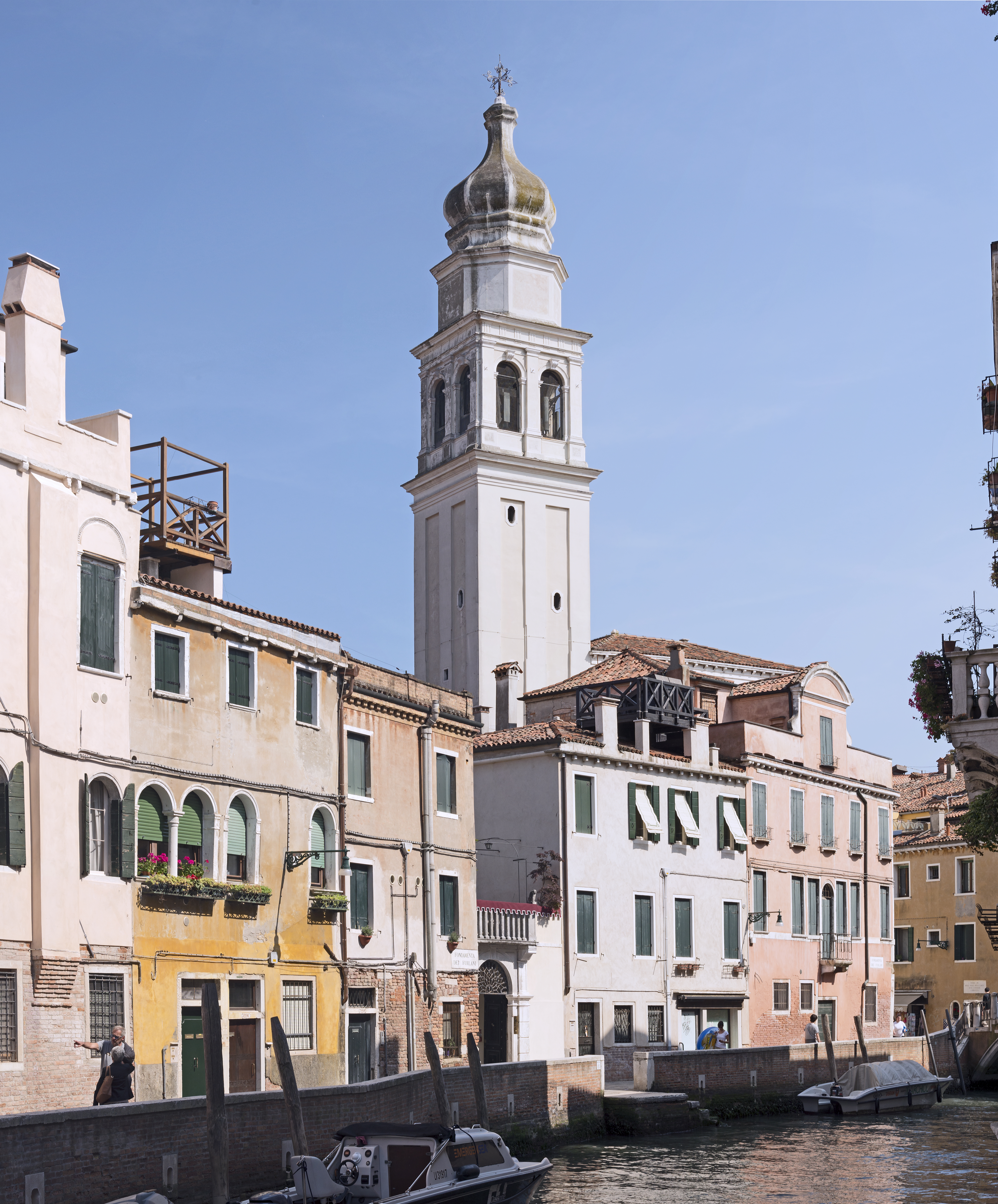
L'église Sant'Antonin vue du Ponte della Commenda.

- la Scuola di San Giorgio degli Sciavoni (ou Scuola Dalmata Santi Giorgio e Trifone-XVIe siècle);
- l'église San Lorenzo ;
- le palais Gradenigo.

## Ponts
Il est traversé par trois ponts :
- Ponte Sant'Antonin marque la limite avec le rio de la Pietà et relie la salizada Sant'Antonin et la Salizada dei Greci
- Ponte della Com(m)enda (Il doit son nom (Commanderie) à la présence, derrière la Scuola des Dalmates, de ce qui était le siège de l'Ordre de Malte), reliant la calle dei Furlani et la Scuola degli Schiavoni à la calle de la Fraterna
- Ponte de la Corte Nova, reliant cette dernière à la Fondamenta S. Giorgio

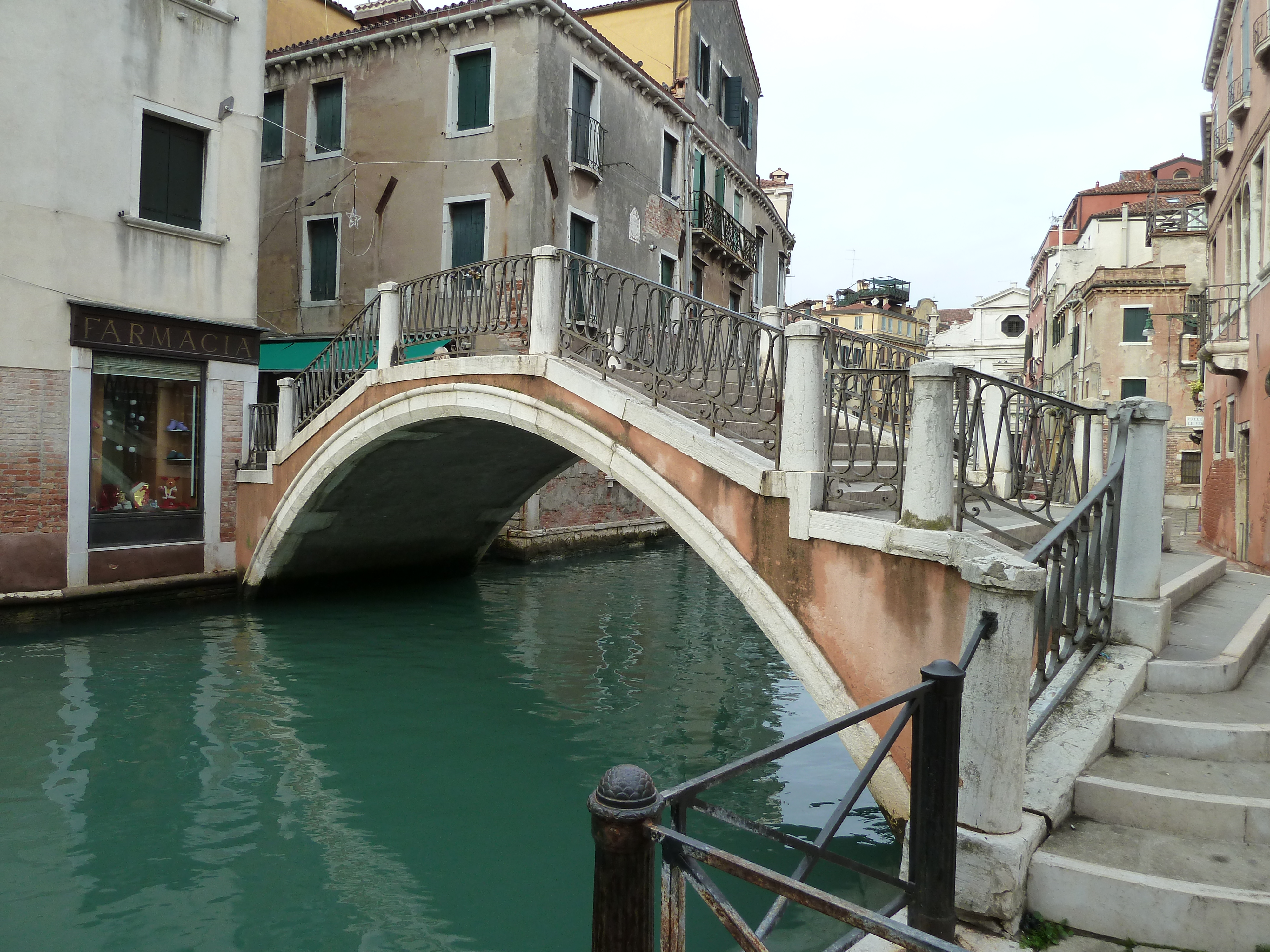
Ponte Sant'Antonin
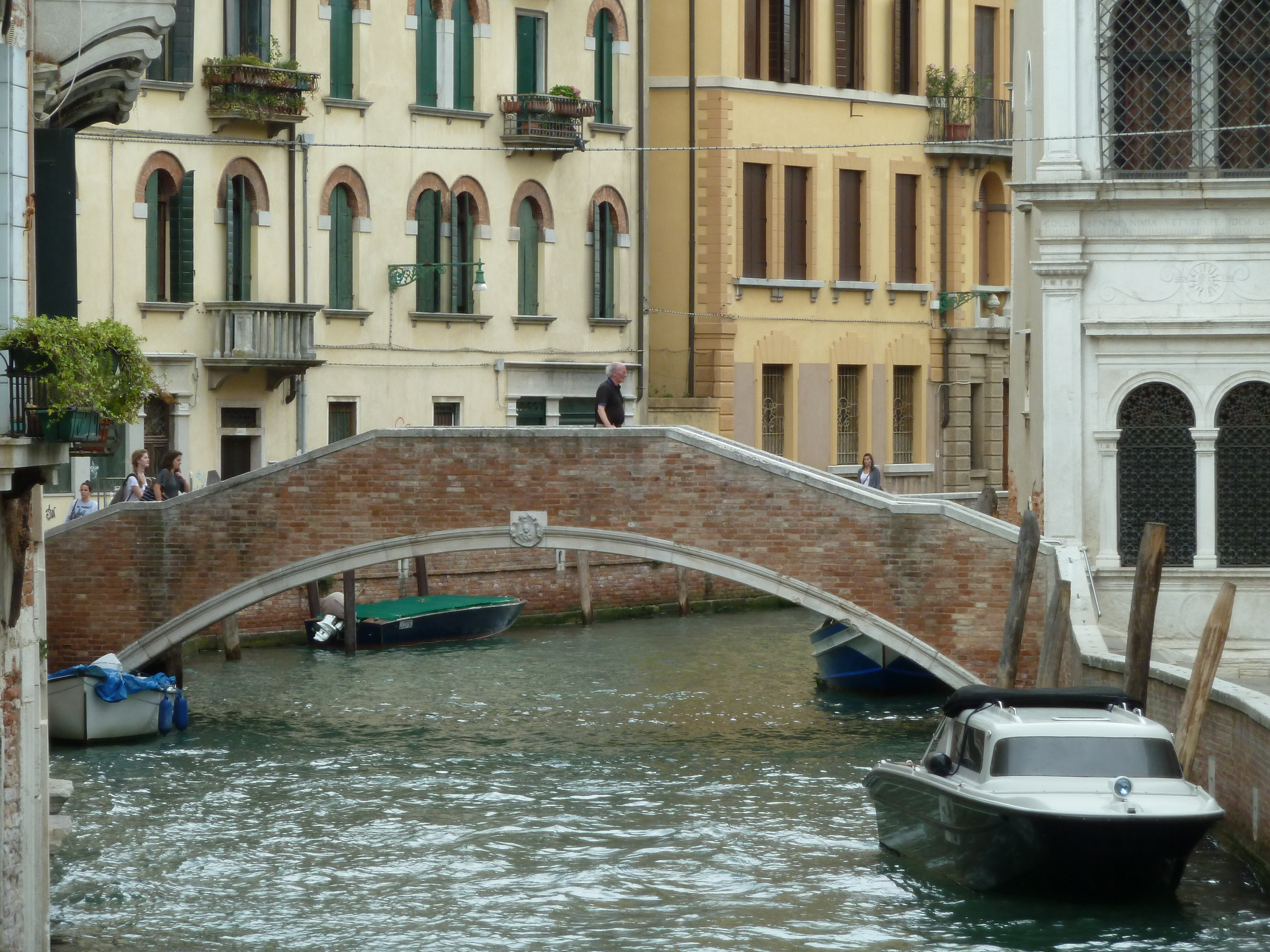
Ponte de la commenda
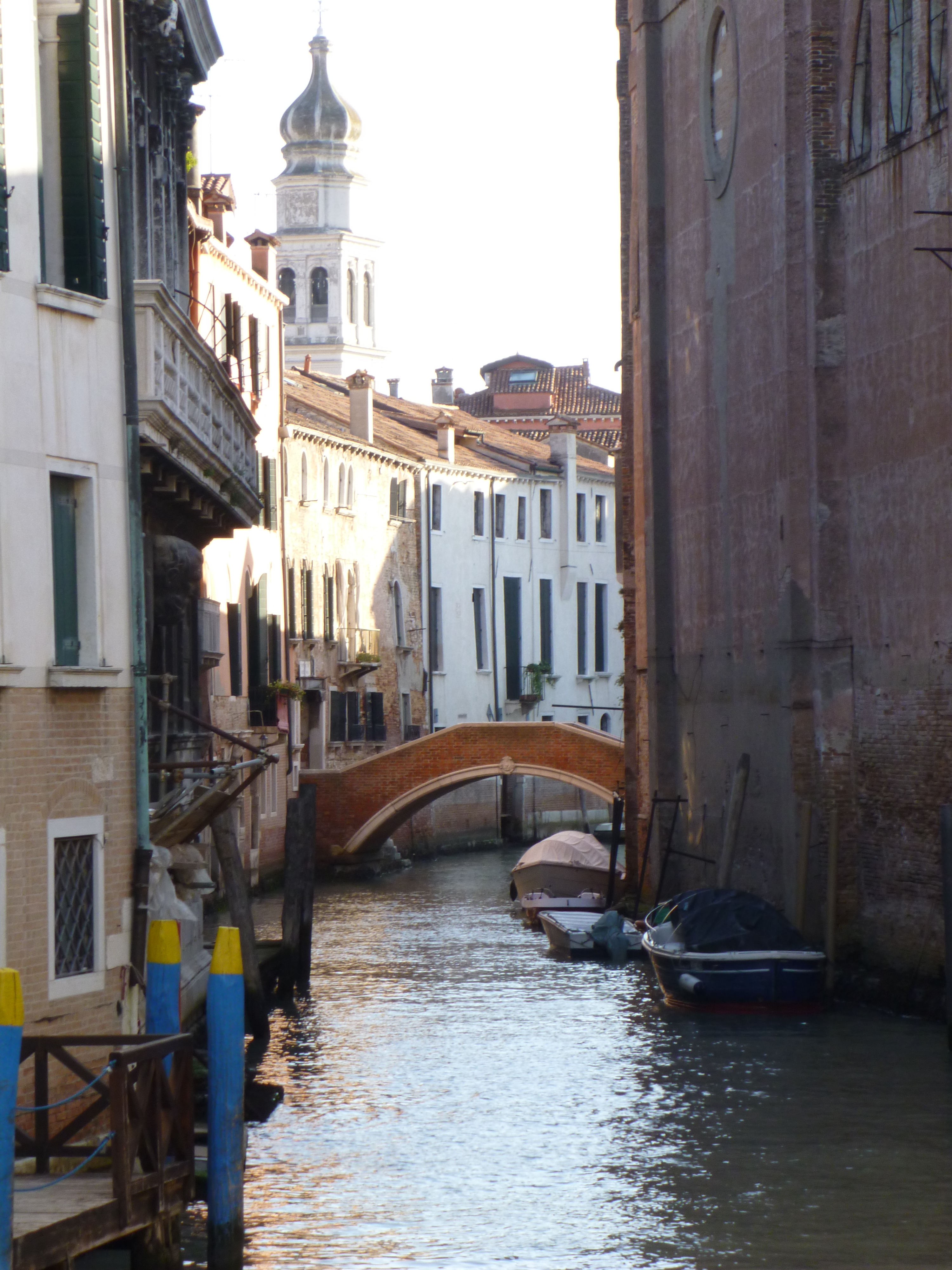
Ponte de la Corte Nova